# Vandijkophrynus robinsoni
Espèce
Synonymes
- Bufo robinsoni Branch & Braack, 1996 "1995"

Statut de conservation UICN

 LC  : Préoccupation mineure
Vandijkophrynus robinsoni est une espèce d'amphibiens de la famille des Bufonidae.

## Répartition
Cette espèce se rencontre dans le sud-ouest de l'Afrique australe :
- en Afrique du Sud dans le nord de la province du Cap-Occidental et dans l'ouest de la province du Cap-Septentrional.
- dans l'extrême Sud de la Namibie.

## Étymologie
Cette espèce est nommée en l'honneur de Gilbert A. Robinson.

## Publication originale
- Branch & Braack, 1996 "1995" : A new toad from paradise. Madoqua, vol. 19, p. 15-23 (texte intégral).